# Lea Miletić
Lea Miletić (Fiume, 22 agosto 1995) è una cestista croata.

## Carriera
Con la Croazia ha disputato i Campionati europei del 2021.